# Peace-breaker
En droit international humanitaire ou en droit de la guerre, un État est considéré comme peace-breaker, lorsque celui-ci rompt la paix de manière intentionnelle, ou lorsque celui-ci est perçu, au regard des Nations unies ou au regard des États directement concernés, comme étant un danger et comme représentant une menace (agression, en vertu du Chapitre VII de la Charte de Nations-Unies) imminente, contre la paix ou le maintien de la paix.